# Francisca de Alençon
Francisca de Alençon (em francês:  Françoise d'Alençon; 1490 - 14 de setembro de 1550) era uma nobre francesa pertencente à família dos Valois-Alençon, ramo colateral da Casa de Valois.
Era filha de Renato, Duque de Alençon e conde de Perche, e da Bem Aventurada Margarida de Lorena.

## Biografia
Irmã e herdeira do duque Carlos IV de Alençon, ela foi espoliada da sua herança pela sua cunhada Margarida de Angoulême (1492-1549), irmã do rei Francisco I de França. Mas o seu filho mais velho, António viria a casar com Joana de Albret, nascida do segundo casamento de Margarida com Henrique II de Albret, rei de Navarra. Ela será assim, a avó paterna do rei Henrique IV de França.
A partir de setembro de 1543, Francisca fez erigir em ducado o viscondado de Beaumont (que incluía a baronia de Château-Gontier e o senhorio de La Flèche), e passa a ser conhecida por Duquesa de Beaumont "com a obrigação do referido ducado prestar a uma só voz homenagem para com a coroa", (outubro de 1543).

### Casamentos e descendência
Em 1505, Francisca casa, em primeiras núpcias, em Blois, com Francisco II de Orleães (1478-1512), duque de Longueville, conde de Dunois, neto de João de Dunois, o Bastardo de Orleães. Desse casamento teve dois filhos:
1. Jaime (Jacques) (1511-1512);
2. Renata (Renée) (1508-1515), condessa de Dunois.

Já viúva, ela casa em segundas núpcias em Châteaudun, a 18 de maio de 1513, com Carlos de Bourbon (1489-1537), Duque de Vendôme, de quem teve treze filhos:
1. Luís (Louis) (1514-1516), conde de Marle;
2. Maria (Marie) (1515-1538)
3. Margarida (Marguerite) (1516-1589), casou com Francisco I de Cleves, duque de Nevers;
4. António (Antoine) (1518-1562), duque de Vendôme, rei consorte de Navarra, com geração;
5. Francisco (François) (1519-1546), conde de Enghien;
6. Madalena (Madeleine) (1521-1561), abadessa em Poitiers;
7. Luís (Louis) (1522-1525);
8. Carlos (Charles) (1523-1590), Cardeal, Arcebispo de Rouen (dito Carlos X pela Liga)
9. Catarina (Catherine) (1525-1594), abadessa em Soissons;
10. Renata (Renée) (1527-1583), abadessa em Chelles
11. João (Jean) (1528-1557), Conde de Soissons e duque de Estouteville, sem geração;
12. Luís (Louis) (1530-1569), Príncipe de Condé, com geração;
13. Leonor (Éléonore) (1532-1611), abadessa de Fontevraud.

Francisca de Alençon sobreviverá 37 anos ao seu primeiro marido e 12 anos ao segundo. Viria a falecer a 14 de setembro de 1550, no castelo de La Flèche.